# Hypochrysops epicurus
Hypochrysops epicurus is een vlinder uit de familie van de Lycaenidae. De wetenschappelijke naam van de soort is voor het eerst geldig gepubliceerd in 1876 door Miskin.